# روح‌الله حضرت‌پور
روح‌الله حضرت‌پور طلاتپه سیاست‌مدار اصولگرا و نماینده دوره یازدهم مجلس شورای اسلامی و نمایندهٔ دورهٔ دهم از حوزهٔ انتخابیهٔ ارومیه در استان آذربایجان غربی است. وی توانست با کسب ۸۶٬۹۱۰ رای به مجلس یازدهم راه پیدا کند.
وی توانست با کسب ۲۰۹٬۷۰۵ رای از مجموع ۳۵۴٬۱۰۸ رای معادل ۶۲٫۱۸٪ درصد آرا در دور دوم انتخابات با عنوان نفر دوم و به همراه سید هادی بهادری به مجلس دهم راه پیدا کند.

## انتخابات مجلس دوازدهم
روح الله حضرت پور در دوازدهمين دوره انتخابات مجلس شورای اسلامی نيز شرکت جست ولی با کسب ۷۲۶۱۷ رأی به کار خود پايان داد که اين تعداد رأی برای ورود به بهارستان کافی نبود و نتوانست برای سومين دوره متوالی بر کرسی نمايندگی مردم اروميه تکيه زند.